# Donald Dark
Donald Dark ist der Name einer Fun-Metal-/Fun-Punk-Band aus Bonn.

## Geschichte
Gegründet wurde Donald Dark 1994 von Sänger, Gitarrist, Songwriter und Produzent „Mitzky DieLust“, später stießen „Kasten Pils“ am Schlagzeug und Gesang sowie „Sven Glückspilz“ als Bassist und Sound Engineer hinzu.
Ihre Alben veröffentlichte die Band von 1996 bis 1999. Der letzte Tonträger Ihr wußtet Horst Frank doch gar nicht zu schätzen! wurde in einer streng limitierten Auflage von 50 Stück an Fans herausgegeben.
Im Jahr 1999 löste sich die Band zugunsten des von Ärzte-Manager Axel Schulz betreuten Projekts Mitzky zunächst auf, um aber ein Jahr später  wieder auf die Bühne zu finden. Nach einer letzten Tour mit J.B.O. beendete die Band aber Mitte 2001 ihr Schaffen endgültig. Musiker „Mitzky DieLust“ veröffentlichte danach Ich brauch Geld – A Tribute To Me Selber (2002), Entschleunigungsmaßnahmen (2008) und Grübelmonster (2009). 

## Stil
In ihren sowohl deutsch- als auch englischsprachigen Liedern behandelten Donald Dark vielfältige Themen (z. B. Liebe, Neid, Drogen, Fußpilz und superintelligente Schatten von blauer Färbung, eine Anspielung auf Per Anhalter durch die Galaxis) auf humorvolle Weise. 

## Diskografie
- D.A.R.K. - Degenerierte Anarchistische Rock Kacke (Album, 1996)
- Alien, das Schmunzelmonster (Album, 18. März 1997)
- Philosophie (Single, 1. Januar 1998)
- Mit Vollgas durch die Galaxie (Vinyl-Single, 11. April 1998)
- Leise? (E.P., 5. August 1998)
- Chéz Guevara (Album, 1. September 1998)
- Ihr wusstet Horst Frank doch gar nicht zu schätzen (unter dem Bandnamen Die Dieter Dunkel Combo, ursprünglich als "Panini Inferno" aufgenommen und als MC als dieses erhältlich) (Album, 1999 aufgenommen, 2001 veröffentlicht)

## Trivia
- Der Titel der CD Leise? ist eine Anspielung auf das Album Laut! der befreundeten Band J.B.O.
- Bei zwei Liedern (Komm mit mir und Devil in Disguise) spielte der mit Mitzky seit Schulzeiten befreundete Comedian Bastian Pastewka am Klavier.
- Das Album D.A.R.K. wurde als erste CD weltweit in einer speziell für Linkshänder konzipierten Hülle veröffentlicht und als solche kenntlich gemacht.
- Um Rechtsstreitigkeiten mit der Disney Company aufgrund des Namensrechtes vorzubeugen, wie sie etwa zur Namensänderung der dänischen Rockband D-A-D geführt haben, sicherte sich Donald Dark die schriftliche Zusage, den Namen zu gebrauchen, von drei US-Bürgern, welche alle tatsächlich den Namen Donald Dark tragen.
- Nach den Problemen mit der Plattenfirma änderte der Schlagzeuger „Kasten Pils“ seinen Künstlernamen und nannte sich fortan nur noch „Cymbal“.
- Donald Dark sind mit der Fun-Metal-Band J.B.O. befreundet. Sie absolvierten zusammen Konzerte, zudem lehnte Donald Dark ihr Album Donald Dark sind D.D.O. - Leise?! sowohl vom Namen an ein J.B.O.-Album (Laut!) an, als auch von der Auswahl der darauf veröffentlichten Titel, die zum einen Coverversionen von J.B.O.-Stücken sind und zum anderen auch Seitenhiebe auf die Band beinhalten - beispielsweise mit dem Lied Das aufregende Nachtleben in Erlangen, der selbiges als ausgesprochen langweilig darstellt. Aufgrund des partiell ähnlichen Stils kommt es oft zu Verwechselungen, was einige Lieder betrifft. Der wohl bekannteste Fall ist das Lied Dschinghis Khan (Original von Dschinghis Khan). Dieser stammt von Donald Dark, nicht von J.B.O.